# Future World
『Future World』（フューチャーワールド）は、日本の音楽グループEvery Little Thingの2枚目のシングル。

## 解説
前作『Feel My Heart』から約2か月でのリリースとなった。
ボーカルの持田香織は、レコーディングの際にうまく"フューチャー"と発音できず"フユチャン"と発音して、五十嵐充に注意されていた。
PVは新宿区の東京オペラシティのビル屋上で、空から撮影されている。持田はこの時鼻水を垂らしながら撮影していたという。
1998年にHELENAによってカバーされた（ユーロビートのコンピレーションアルバム『SUPER EUROBEAT VOL.90』に収録）。

## 収録曲
1. Future World
（作詞・作曲・編曲：五十嵐充）
TDK「TDK's MD」CMソング
この曲で初めて『うたばん』に出演（トークなし）。
2. Season
（作詞・作曲・編曲：五十嵐充）
3. Future World (Instrumental)
4. Season (Instrumental)

## 収録アルバム
Future World
- 『everlasting』
- 『Every Best Single +3』
- 『Every Best Single 〜COMPLETE〜』
- 『Every Cheering Songs』
- 『Every Best Single 2 ～MORE COMPLETE～』
- 『Every Best Single 2 〜Early period〜』

Season
- 『everlasting』※アレンジ、ボーカルを新録音して収録。

| 1A・1Bメロ | 1A・1Bメロ  | → | 1サビ | 1サビ          | → | 2A・2Bメロ | 2A・2Bメロ  | → | 2サビ | 2サビ          |
|            | ホ短調 (Em) | → |       | 嬰ハ短調 (C♯m) | → |            | ホ短調 (Em) | → |       | 嬰ハ短調 (C♯m) |

| 3Bメロ | 3Bメロ      | → | 3サビ | 3サビ          | → | 後奏 | 後奏        |
|        | ホ短調 (Em) | → |       | 嬰ハ短調 (C♯m) | → |      | ホ短調 (Em) |